# Durham (Nueva York)
Durham es un pueblo ubicado en el condado de Greene en el estado estadounidense de Nueva York. En el año 2000 tenía una población de 2.592 habitantes y una densidad poblacional de 20.3 personas por km².

## Geografía
Durham se encuentra ubicado en las coordenadas 42°22′50″N 74°8′36″O / 42.38056, -74.14333.

## Demografía
Según la Oficina del Censo en 2000 los ingresos medios por hogar en la localidad eran de $34,282, y los ingresos medios por familia eran $41,875. Los hombres tenían unos ingresos medios de $34,821 frente a los $22,292 para las mujeres. La renta per cápita para la localidad era de $18,705. Alrededor del 11.5% de la población estaban por debajo del umbral de pobreza.